# Wzrost elongacyjny
Wzrost elongacyjny, elongacja – wzrost wydłużeniowy komórek i w efekcie organów roślinnych. W wyniku pobierania wody następuje wzrost ciśnienia turgorowego a ze względu na to, że ściana komórkowa pod wpływem auksyn staje się rozciągliwa, następnie zwiększenie objętości komórki. Ściana komórkowa zachowuje swoją grubość bo odkładane są kolejne jej warstwy.
Rozciągliwość ściany komórkowej jest możliwa dzięki rozluźnieniu jej struktury przez: metyloesterazę pektynową, ekstensyny i ekspansyny